# 坎特伯雷基督教會大學
坎特伯雷基督教會大學（Canterbury Christ Church University，CCCU）是一所主校區位於英國肯特郡坎特伯雷的英國國教公立大學。1962年作為英國國教的教師培訓學院成立。

## 歷史

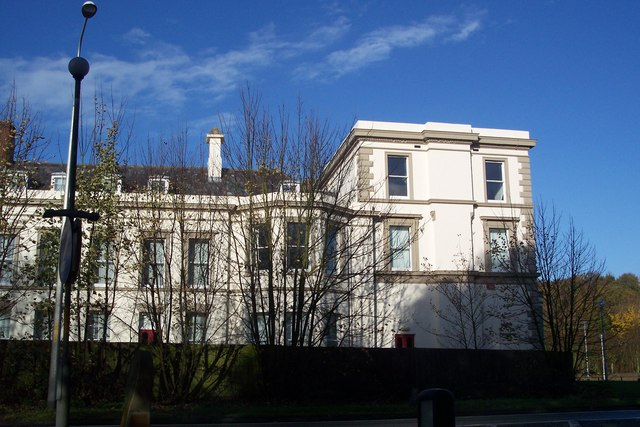
Hall Place Enterprise Centre

1962年建立時稱作坎特伯雷基督教會學院（Canterbury Christ Church College），是英國國教的教師培訓學院。其課程最初在聖馬丁教堂開展。
1970年代早期，開始有第一個學位課程（教育學學士）。1977年開始提供其他課程的組合式學位。
1995年，樞密院授予其頒發自己的學位的資格，同時學院改名坎特伯雷基督教會大學學院（Canterbury Christ Church University College）。2005年獲大學資格并改現名。
2007年，該大學因禁止民事旅伴在該大學所屬教堂中舉行結婚儀式而受到批評， 此政策也因之而改變。

## 科系
- 藝術與人文（Arts and Humanities）
- 教育學（Education）
- 健康與社會關懷（Health and Social Care）
- 社會學及應用科學（Social and Applied Sciences）

## 外部連結
- Canterbury Christ Church University website（页面存档备份，存于）
- Salomons Centre website（页面存档备份，存于）